# Harpyionycteris
Harpyionycteris (Thomas, 1896) è un genere di pipistrello della famiglia degli Pteropodidi. 

## Descrizione

### Dimensioni
Al genere Harpyionycteris appartengono pipistrelli di medie dimensioni con la lunghezza dell'avambraccio tra 70,5 e 92 mm e un peso fino a 142 g.

### Caratteristiche craniche e dentarie
Le ossa pre-mascellari, gli incisivi superiori ed i canini sono notevolmente inclinati verso l'esterno. I canini superiori hanno due cuspidi, quelli inferiori tre, mentre i denti masticatori hanno più cuspidi.
Sono caratterizzati dalla seguente formula dentaria:

### Aspetto
La pelliccia è lunga e si estende sugli arti inferiori, i piedi e gli avambracci per almeno i primi tre-quarti. Il muso è lungo ed affusolato, le narici sono prominenti e tubulari. Gli occhi sono grandi. Le orecchie sono relativamente corte, ben separate tra loro e con l'estremità arrotondata. Le membrane alari sono ricoperte di macchioline più chiare e sono attaccate lungo i fianchi del corpo e posteriormente alla prima falange del secondo dito del piede. La tibia è insolitamente accorciata, più di qualsiasi altro membro della famiglia degli Pteropodidi. Il secondo dito della mano è fornito di artiglio. Il terzo metacarpo è più lungo del quinto, che a sua volta è leggermente più lungo del quarto. È privo di coda, mentre l'uropatagio è ridotto ad una sottile membrana lungo la parte interna degli arti inferiori. Il calcar è ben sviluppato.

## Distribuzione
Questo genere è diffuso nelle Filippine e sull'isola di Sulawesi.

## Tassonomia
Il genere comprende due specie.
- Harpyionycteris celebensis
- Harpyionycteris whiteheadi